# アーダルベルト・ディ・サヴォイア＝ジェノヴァ

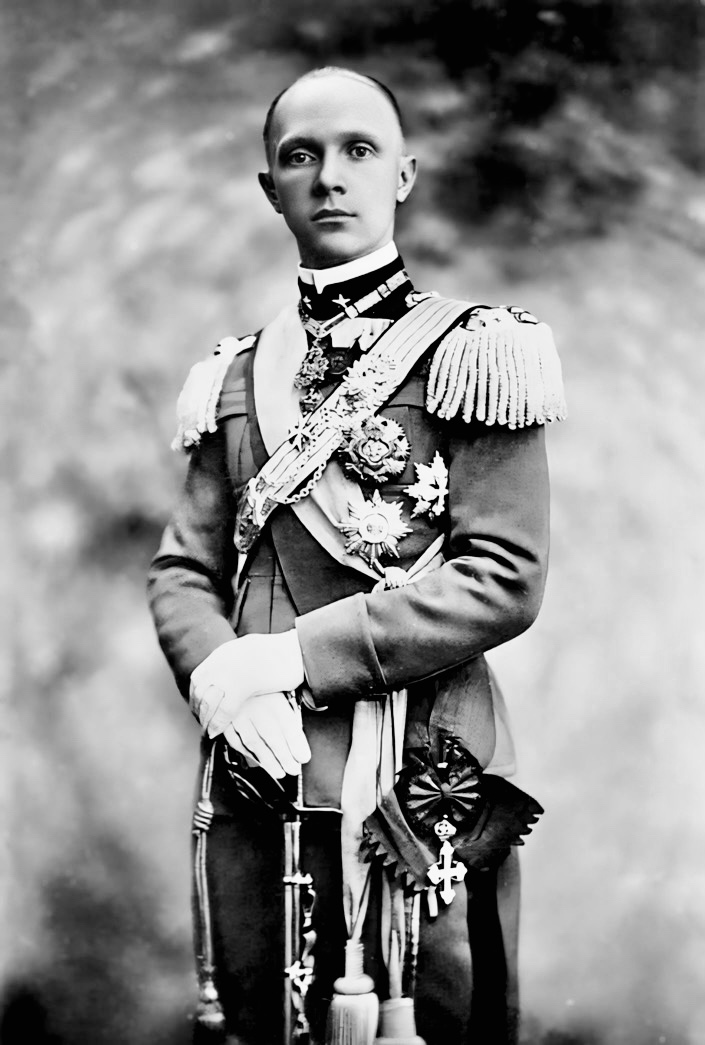
ベルガモ公アーダルベルト

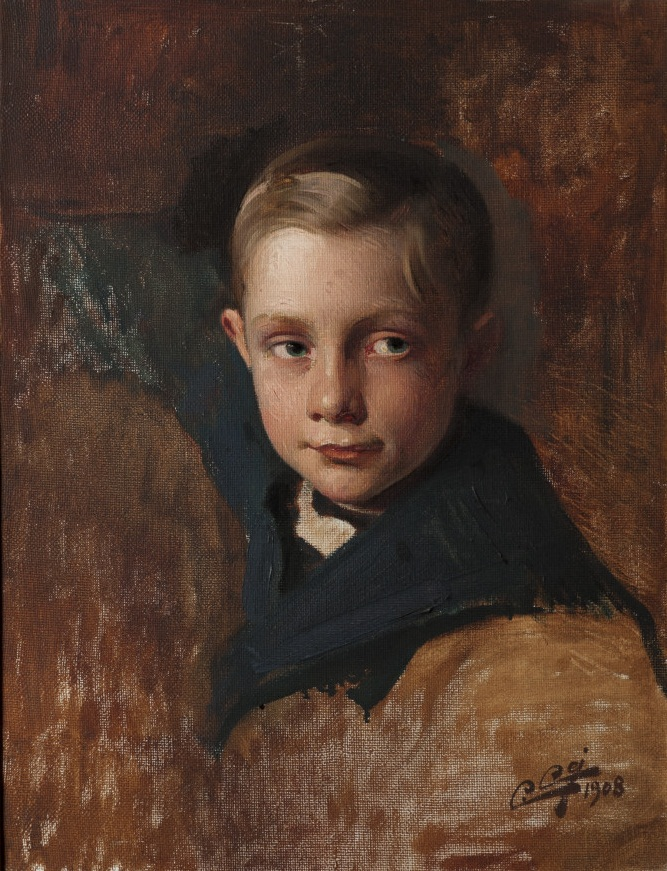
10歳のベルガモ公、チプリアーノ・チェジ（Cipriano Cej）画、1908年、ラッコニージ城蔵

アーダルベルト・ルイトポルド・エレナ・ジュゼッペ・マリーア・ディ・サヴォイア＝ジェノヴァ（Adalberto Luitpoldo Elena Giuseppe Maria di Savoia-Genova, 1898年3月19日 トリノ - 1982年12月15日 トリノ）は、イタリアの王族・軍人。サヴォイア＝ジェノヴァ家の一員。称号はベルガモ公爵。
ジェノヴァ公トンマーゾとその妻のバイエルン王女イザベラの間の第4子・三男。1904年9月22日付でベルガモ公爵位を授けられた。王族男子のならいで軍人となり、第一次世界大戦ではモンテッロ丘陵（1917年10月）やラガリーナ渓谷（1918年2月）での戦闘に従軍した。
1935年に始まった第二次エチオピア戦争では第24歩兵師団長を務め、その後第58歩兵師団長に転じた。
第二次世界大戦では1940～41年にかけ第8軍団長を、1941～43年にかけ第7軍団長を務めた。
隠れた同性愛者という秘密を暴露すると独裁者ムッソリーニから脅されており、それゆえファシスト党への翼賛を余儀なくされていた。王政廃止後はオリベッティ社創業家メンバーで友人のゲルトルート・キーファー・フォン・ラフラーの所有するヴィラに長く隠棲した。

## 引用・脚注
1. ↑  “Bergamo, Adalberto Leopoldo Elena Giuseppe”. generals.dk. 2021年8月20日閲覧。
2. ↑  Sarfatti, Margherita (2014). My Fault: Mussolini as I Knew Him. Enigma Books. p. 195. ISBN 9781936274390
3. ↑  同社創業者カミッロ・オリベッティ（英語版）の息子の1人マッシモ・オリベッティの妻。